# Berg (Hamburg)

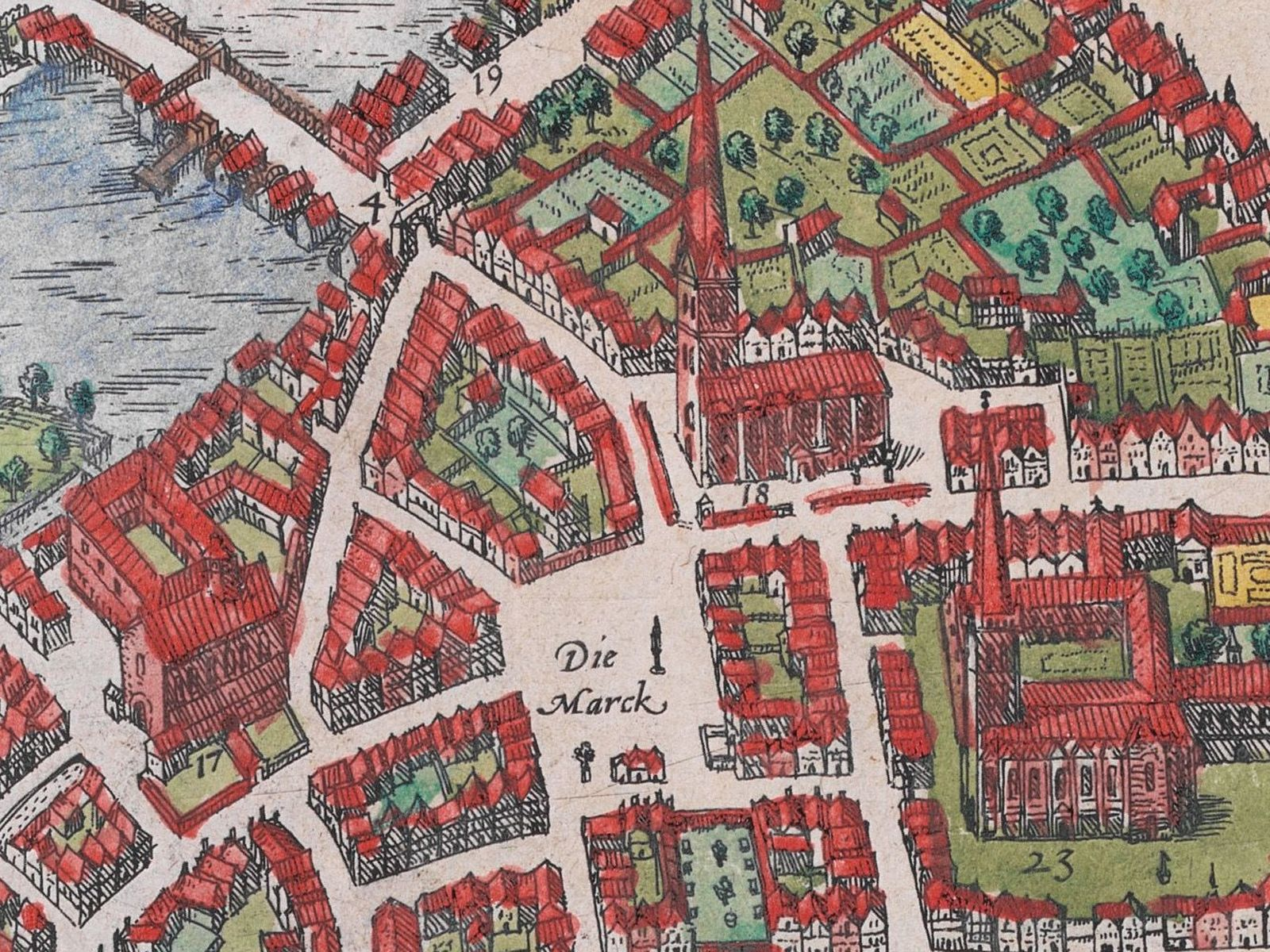
Der hier als „Die Marck“ bezeichnete Platz auf einer Stadtansicht von 1590, zwischen dem Johanniskloster auf dem heutigen Rathausmarkt (links), Petrikirche (oben) und Hamburger Dom (rechts)

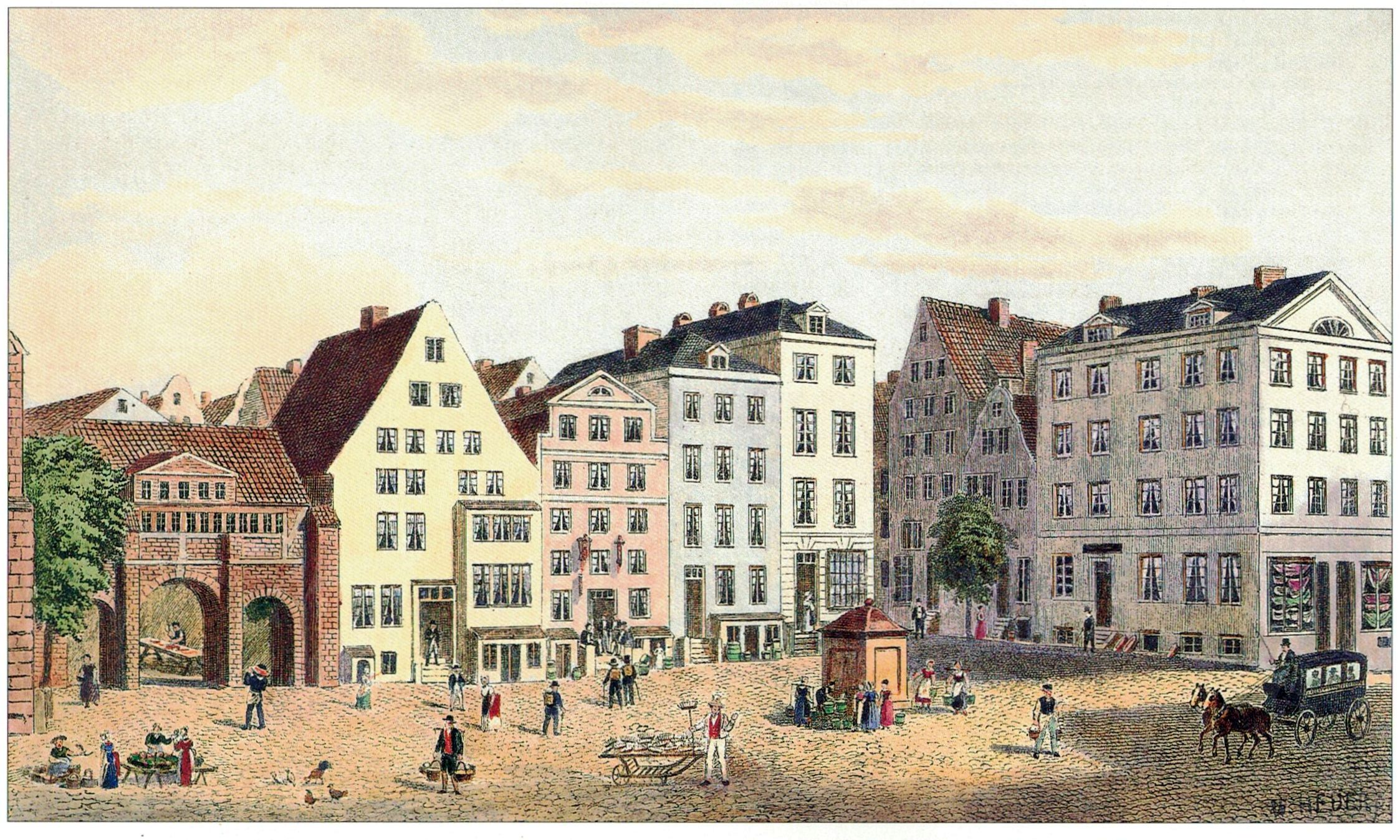
Ansicht des Bergs 1841, Lithografie von Wilhelm Heuer

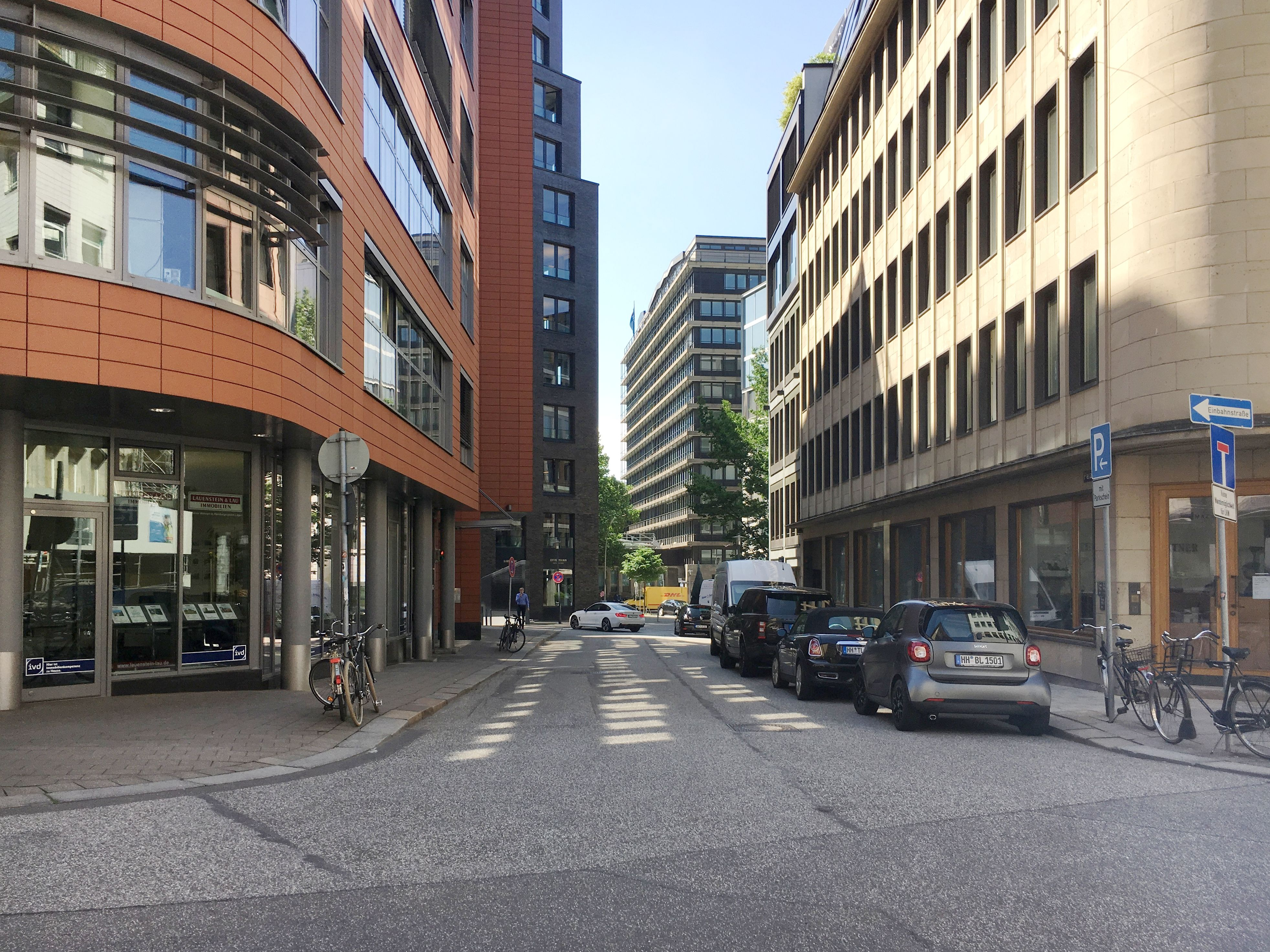
Wo einst der „Berg“ war: Pelzerstraße Richtung Rolandsbrücke

Der Berg war ein zentraler Platz in der Hamburger Altstadt, der vom Mittelalter bis ins 19. Jahrhundert existierte. 1248 als iuxta montem erstmals urkundlich erwähnt, diente er nicht nur als erster Marktplatz der Stadt, sondern auch als Versammlungs- und Gerichtsstätte. Hier befand sich das „Bödelhaus“ (Gefängnis) sowie der als „Kaak“ bezeichnete Pranger. Auch öffentliche Hinrichtungen fanden wiederholt hier statt, zum Beispiel die des Ratsherrn Johann Kletze 1428 sowie die zweier Anführer eines Braueraufstandes 1483. Bis ins 17. Jahrhundert wurden hier auch Frauen wegen Hexerei verbrannt.
Der rechteckig geschnittene Platz befand sich südlich der (nach 1842 als westliche Verlängerung des Speersort angelegten) Rathausstraße und östlich der Pelzerstraße, die wiederum an die einst hier ansässigen Pelzmacher erinnert. Auch weitere Straßen in der Gegend sind oder waren nach verschiedenen Handwerksberufen wie Bäckern, Filzern, Knochenhauern, Sattlern oder Schmieden benannt.  
Der Ursprung des Platznamens ist nicht eindeutig geklärt: Am wahrscheinlichsten ist die erhöhte Lage des Geländes auf einem Geestsporn zwischen Alster und Elbe, dessen höchster Punkt sich bei der 1195 erstmals als ecclesia forensis (Marktkirche) erwähnten Hauptkirche St. Petri befindet. Historiker des 19. Jahrhunderts vermuteten als möglichen Namensursprung auch ein früher hier vorhandenes Hügelgrab, andere wiederum Abfallberge der in den umliegenden Straßen wohnenden Handwerker.
Nicht direkt am Platz, aber nahebei an der Ecke Kleine Johannisstraße / Dornbusch befand sich ab etwa 1220 auch das erste gemeinsame Rathaus von bischöflicher Alt- und gräflicher Neustadt, das bei einem Stadtbrand 1284 zerstört wurde und auf dessen Ruinen später das Eimbecksche Haus errichtet wurde. Auch eine Rolandsfigur als Symbol der Stadtrechte stand ganz in der Nähe auf einer Brücke über das im 19. Jahrhundert zugeschüttete Bäckerstraßenfleet, der Straßenname Rolandsbrücke hat sich bis heute erhalten.
Im Zuge des Stadtumbaus nach dem Großen Brand 1842 wurde der Berg, der seine Marktfunktion im Laufe der Zeit an andere Plätze (Fischmarkt, Hopfenmarkt, Pferdemarkt) verloren hatte, zugunsten des neu angelegten Rathausmarktes aufgegeben und mit Kontorhäusern überbaut. Heute ist er im Stadtbild nicht mehr zu erkennen; lediglich die nahegelegene und einst von der Alster auf den Platz führende Bergstraße (seit 1838 so benannt, vorher Hinter St. Peter) erinnert daran. 